# Адамауа-східні мови
Адама́уа-схі́дні мо́ви (адамава-східні, адамава-убангійські) — підродина нігеро-конголезьких мов. Поширені в ДР Конго, Судані, ЦАР, Чаді, Камеруні та Нігерії. Кількість населення, що розмовляють на мовах підродини становить понад 4 млн осіб (1981).
Як генетична категорія, мови вперше були виділені Джозефом Грінбергом в 1955 році. Підродина включає приблизно 150 мов та діалектів та представлена 2 групами:
- адамауа — північний Камерун та прилеглі території Нігерії, Чаду та ЦАР;
- східні — ЦАР, північ ДР Конго та південний Судан.

У типологічному відношенні мови неоднорідні. Є мови з переважанням аглютинації (мба), ізоляції (ндого), зі змішаною аглютинативно-аналітичною мовною технікою (мбум). Мови тонові, зустрічається до 4 висотних реєстрів, але базовим є протиставлення «високий-низький» тон. Тони розрізняють як лексичне, так і граматичне значення.
У морфології важливою рисою, за якою мови діляться на 2 типи (незалежно від генетичного групування), є наявність або відсутність узгоджених іменних класів. Так, в групі адамауа категорія класу є в мовах тула, лонгуда, лала та відсутня в мовах мбум, чамба, мумбаке тощо. Кількість класів за мовами різна (в тула їх 6, мба — 8), показник класу — суфікс.
Мови в більшості неписьменні; на деяких видавалась релігійна проповідницька література на базі алфавітів, розроблених місіонерами (мови гбая, мбум, мунданг, ндого, нгбака, нгбанді, пана, занде).
Мови підродини — одні з найменш вивчених мов Африки. Серед перших робіт по ним (починаючи з середини XIX століття) — праці Д.Лондро, М.Годфруа-Демонбіна, П.Котеля, Ф.Штрюмпеля, Я.Чекановського. Пізніше вийшли серії робіт Г.Тессмана, В.Маєса, Г. ван Бюлька, Ш.Тіссерана, С.Сантандреа, Самаріна та ін.